# Shingo Morita (fotbollsspelare född 2001)
Shingo Morita (森田 慎吾 Morita Shingo?), född 9 juli 2001 i Tokyo prefektur, är en japansk fotbollsspelare.
Morita började sin karriär 2019 i FC Tokyo.